# MTrain Tour
MTrain Tour là chuyến lưu diễn quảng bá thứ hai của ca sĩ và nhạc sĩ người Mỹ Meghan Trainor. Chuyến lưu diễn được tổ chức tại Bắc Mỹ nhằm hỗ trợ cho album phòng thu đầu tay của cô Title (2015). Chuyến lưu diễn được công bố vào tháng 3 năm 2015 cùng với lịch trình biểu diễn. Buổi diễn được quảng bá độc quyền bởi Live Nation Entertainment. Danh sách các bài hát gồm phần lớn các bài hát trong Title. Các đánh giá về chuyến lưu diễn chủ yếu là những đánh giá tích cực, trong đó các nhà phê bình khen ngợi khả năng biểu diễn trực tiếp của Trainor. Những buổi diễn cuối cùng của chuyến lưu diễn đã bị hủy bỏ vào ngày 11 tháng 8 năm 2015 do Trainor bị xuất huyết dây thanh quản.

## Bối cảnh
Vào ngày 16 tháng 3 năm 2015, Trainor công bố chuyến lưu diễn hòa nhạc thứ hai của cô, MTrain Tour, để hỗ trợ quảng bá cho album phòng thu đầu tay Title (2015). Lịch trình các buổi diễn được thông báo cùng ngày, và vé được phát hành ngày 20 tháng 3 năm 2015. Live Nation Entertainment được thông báo sẽ trở thành nhà quảng bá độc quyền của chuyến lưu diễn, và HP trở thành nhà tài trợ. Danh sách các tiết mục bao gồm mười bốn bài hát từ album Title của Trainor cùng với một bản cover bài hát "I'm Yours" của Jason Mraz và một đoạn nhảy với bài hát  "Bills" của Lunchmoney Lewis'.

## Danh sách tiết mục
Danh sách các tiết mục cho buổi diễn ngày 24 tháng 7 năm 2015.
1. "Dear Future Husband"
2. "Mr. Almost"
3. "Credit"
4. "My Selfish Heart"
5. "Close Your Eyes"
6. "Like I'm Gonna Lose You"
7. "No Good For You"
8. "3am" / "I'm Yours" (Jason Mraz cover)
9. "Marvin Gaye"
10. "Bang Dem Sticks"
11. "Bills" (Tiết mục nhảy) (bài hát của LunchMoney Lewis)
12. "Walkashame"
13. "What If I"
14. "Title"
15. "Lips Are Movin"
16. "Good to Be Alive"

Biểu diễn thêm:
1. "Better When I'm Dancin'"
2. "All About That Bass"

## Các buổi diễn
| Ngày                | Thành phố                | Quốc gia         | Địa điểm                             | Mở màn                      | Số người tham gia | Doanh thu        |
| Chặng 1 – Bắc Mỹ    | Chặng 1 – Bắc Mỹ         | Chặng 1 – Bắc Mỹ | Chặng 1 – Bắc Mỹ                     | Chặng 1 – Bắc Mỹ            | Chặng 1 – Bắc Mỹ  | Chặng 1 – Bắc Mỹ |
| ------------------- | ------------------------ | ---------------- | ------------------------------------ | --------------------------- | ----------------- | ---------------- |
| 14 tháng 7 năm 2015 | St. Louis                | Hoa Kỳ           | The Pageant                          | Charlie Puth Life of Dillon | —                 | —                |
| 16 tháng 7 năm 2015 | San Antonio              | Hoa Kỳ           | Trung tâm Biểu diễn Nghệ thuật Tobin | Charlie Puth Life of Dillon | 2,169 / 2,169     | $75,900          |
| 18 tháng 7 năm 2015 | Denver                   | Hoa Kỳ           | The Fillmore                         | Charlie Puth Life of Dillon | —                 | —                |
| 21 tháng 7 năm 2015 | San Francisco            | Hoa Kỳ           | The Masonic                          | Charlie Puth Life of Dillon | —                 | —                |
| 22 tháng 7 năm 2015 | Paso Robles              | Hoa Kỳ           | California Mid State Fair            | Charlie Puth Life of Dillon | —                 | —                |
| 24 tháng 7 năm 2015 | Hollywood                | Hoa Kỳ           | Palladium                            | Charlie Puth Life of Dillon | —                 | —                |
| 27 tháng 7 năm 2015 | Harrington               | Hoa Kỳ           | Delaware State Fair                  | Charlie Puth Life of Dillon | —                 | —                |
| 29 tháng 7 năm 2015 | Troy                     | Hoa Kỳ           | Troy Fair                            | Charlie Puth Life of Dillon | —                 | —                |
| 31 tháng 7 năm 2015 | Thành phố New York       | Hoa Kỳ           | JBL Live at Pier 97                  | Charlie Puth Life of Dillon | —                 | —                |
| 2 tháng 8 năm 2015  | Columbus                 | Hoa Kỳ           | Ohio State Fair                      | Charlie Puth Life of Dillon | 10,000 / 10,000   | —                |
| 5 tháng 8 năm 2015  | Philadelphia             | Hoa Kỳ           | Festival Pier                        | Charlie Puth Life of Dillon | —                 | —                |
| 6 tháng 8 năm 2015  | Boston                   | Hoa Kỳ           | Blue Hills Bank Pavilion             | Charlie Puth Life of Dillon | —                 | —                |
| 8 tháng 8 năm 2015  | Saint-Jean-sur-Richelieu | Canada           | Sân bay Saint-Jean                   | Life of Dillon              | —                 | —                |
| Tổng cộng           | Tổng cộng                | Tổng cộng        | Tổng cộng                            | Tổng cộng                   | 12,169 / 12,169   | $75,900          |

## Các buổi diễn bị hủy
| Ngày                | Thành phố      | Quốc gia | Địa điểm                     | Lý do                     |
| ------------------- | -------------- | -------- | ---------------------------- | ------------------------- |
| 7 tháng 7 năm 2015  | Lansing        | Hoa Kỳ   | Common Ground Music Festival | Xuất huyết dây thanh quản |
| 11 tháng 8 năm 2015 | Indianapolis   | Hoa Kỳ   | Indiana State Fair           | Xuất huyết dây thanh quản |
| 13 tháng 8 năm 2015 | Hamburg        | Hoa Kỳ   | Erie County Fair             | Xuất huyết dây thanh quản |
| 15 tháng 8 năm 2015 | Nashville      | Hoa Kỳ   | Ryman Auditorium             | Xuất huyết dây thanh quản |
| 16 tháng 8 năm 2015 | Atlanta        | Hoa Kỳ   | The Tabernacle               | Xuất huyết dây thanh quản |
| 18 tháng 8 năm 2015 | Raleigh        | Hoa Kỳ   | Ritz                         | Xuất huyết dây thanh quản |
| 20 tháng 8 năm 2015 | Louisville     | Hoa Kỳ   | Freedom Hall                 | Xuất huyết dây thanh quản |
| 22 tháng 8 năm 2015 | Des Moines     | Hoa Kỳ   | Iowa State Fair              | Xuất huyết dây thanh quản |
| 1 tháng 9 năm 2015  | Saint Paul     | Hoa Kỳ   | Minnesota State Fair         | Xuất huyết dây thanh quản |
| 3 tháng 9 năm 2015  | Syracuse       | Hoa Kỳ   | New York State Fair          | Xuất huyết dây thanh quản |
| 4 tháng 9 năm 2015  | Essex Junction | Hoa Kỳ   | Champlain Valley Exposition  | Xuất huyết dây thanh quản |
| 6 tháng 9 năm 2015  | Allentown      | Hoa Kỳ   | Allentown Fair               | Xuất huyết dây thanh quản |